# Crítica do Julgamento
A Crítica da Faculdade de Julgar, ou Crítica da Faculdade do Juízo, (em alemão, Kritik der Urteilskraft) é um livro escrito pelo filósofo Immanuel Kant, em 1790. Terceira das três críticas publicadas, é nesta obra que Kant apresenta e discute o conceito de juízo estético.
O título da obra que tem melhor tradução do alemão é Crítica da Faculdade do Juízo, é a terceira e última crítica elaborada pelo filósofo alemão Immanuel Kant.  A primeira, Crítica da Razão Pura, examina os limites da razão quanto às possibilidade a priori do conhecimento. A segunda, denominada Crítica da Razão Prática, discorre sobre os limites dos princípios morais já fundamentados a priori na razão. Nesta terceira obra, Kant busca além da razão, ele investiga os limites daquilo que podemos conhecer pela nossa faculdade de julgar, que leva em consideração não apenas a razão, mas também a memória e os sentimentos.
Em sua primeira parte — Crítica da Faculdade de Juízo Estético — Kant realiza a analítica do belo através das categorias (qualidade, quantidade, finalismo e modo), do sublime e introduz a noção de gênio.
Apesar de Kant discorrer sobre o sublime, ao gênio e consequentemente às Belas Artes não se pode dizer que formulou uma teoria estética já que o juízo estético é reflexionante, portanto subjetivo. Kant não chega numa teoria estética, mas funda as bases da teoria de Hegel, poucos anos depois.